# Sermon on the Mound

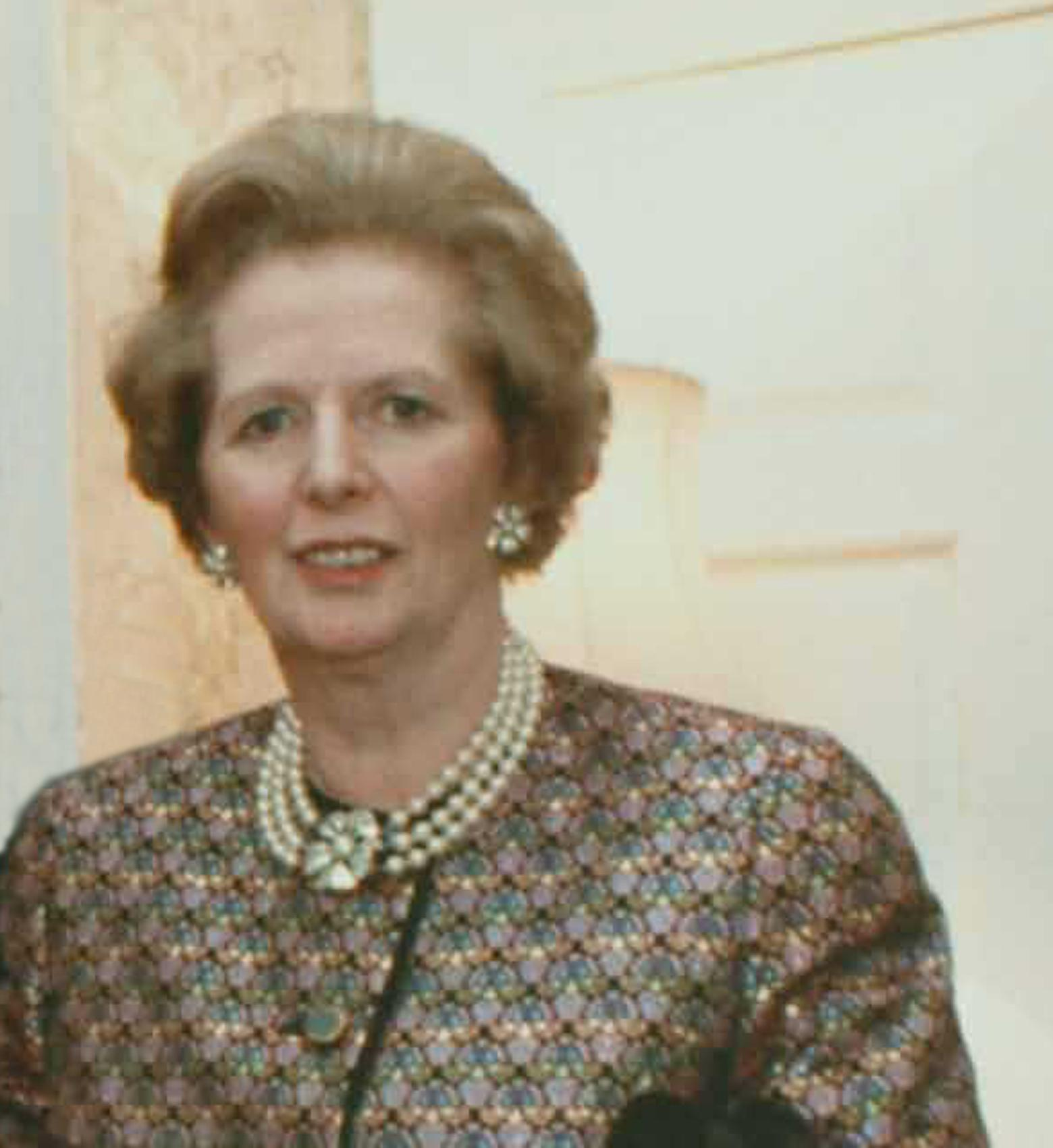
Margaret Thatcher (1988)

Sermon on the Mound ist eine bekannte Rede der britischen Premierministerin Margaret Thatcher, die sie am 21. Mai 1988 vor der Generalversammlung der Church of Scotland in Edinburgh, Schottland gehalten hat. Die von den Medien geprägte englische Bezeichnung Sermon on the Mound spielt auf die Bergpredigt (Sermon on the Mount) Jesu Christi an. Mound bezeichnet den künstlichen Hügel im Zentrum der Stadt Edinburgh, auf dem sich die Versammlungshalle befindet, in welcher Thatcher ihre Rede hielt. Die Rednerin verwahrte sich allerdings gegen dieses Wortspiel.

## Kontext

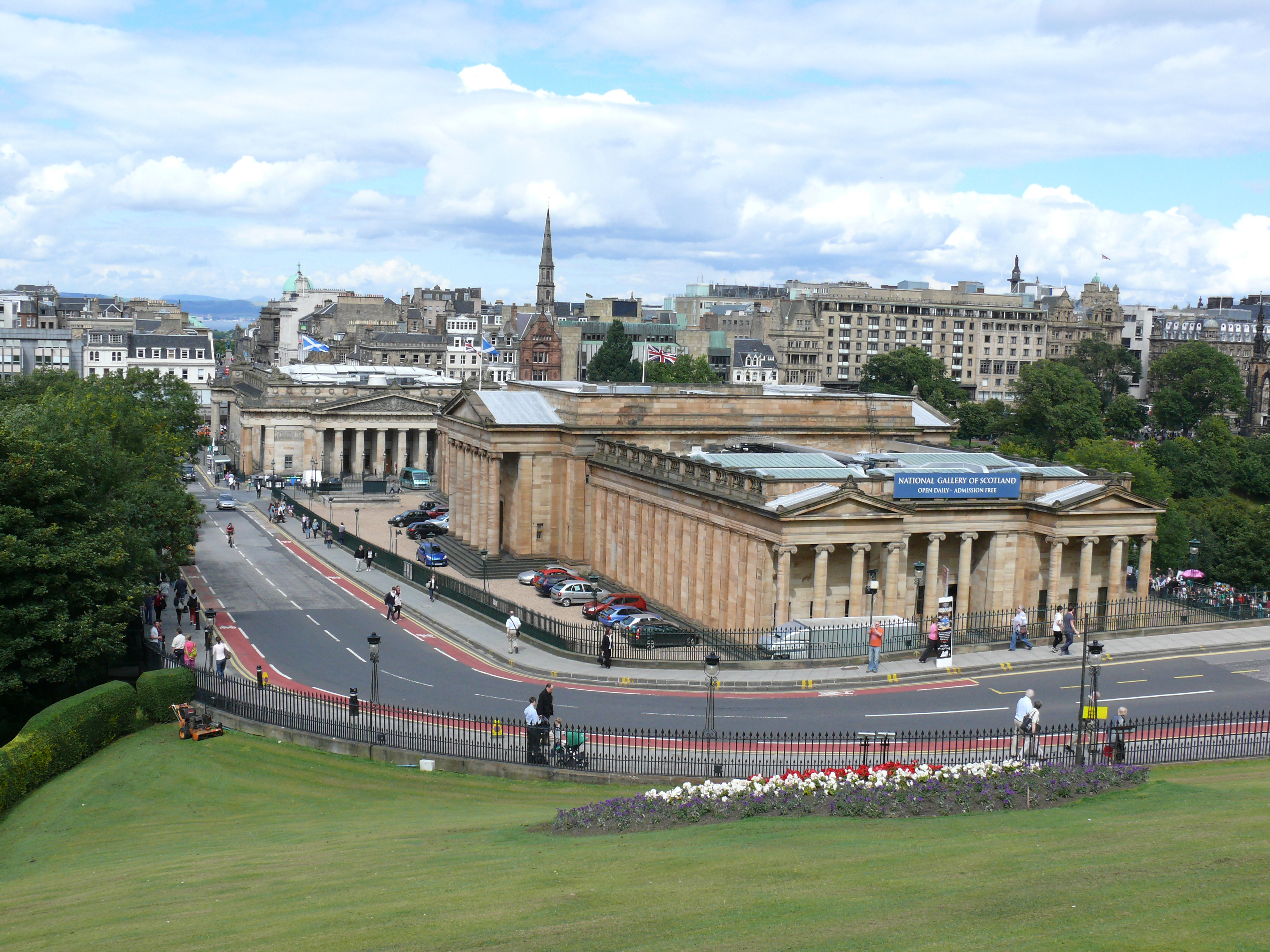
Blick von der Hügelterrasse des Mound auf die Princes Street in Edinburgh

Die dritte und letzte Amtszeit Margaret Thatchers dauerte von 1987 bis 1990. Diese Zeit zeichnete sich durch viele politische und ökonomische Veränderungen aus, beispielsweise eine Reform zum nationalen Gesundheitsdienst. Ein rasantes Wirtschaftswachstum verursachte eine Verdopplung des Zinsniveaus im Jahr 1988, als Thatcher ihre Rede hielt. Deswegen wollte der Schatzkanzler Nigel Lawson einen Beitritt Großbritanniens zum Europäischen Währungssystems (EWS) erzwingen, womit Thatcher nicht einverstanden war. Das führte zum Rücktritt des Schatzkanzlers.
Der christliche Glaube in einer seiner protestantischen Ausprägungen wird in Schottland vorwiegend durch die Church of Scotland, eine staatsunabhängige presbyterianische Kirche, vertreten. Durch ein 1707 erlassenes Gesetz werden die Freiheiten der schottischen Kirche und deren Trennung vom Staat festgehalten. Die Church of Scotland bietet trotz ihrer etablierten Position die Möglichkeit zu einer pluralistischen Interpretation des christlichen Glaubens und trägt somit essentiell zum nationalen Selbstbewusstsein der Schotten bei. Die Generalversammlung (General Assembly of the Church of Scotland) diente, aufgrund ihrer Offenheit gegenüber anderen Konfessionen und Religionen sowie unterschiedlichen Meinungen, in der jüngeren Geschichte als Ort vieler Reden und Predigten, so auch des „Sermon on the Mound“ Margaret Thatchers. Die Generalversammlung ist bis heute ein Ort für öffentliche Ansprachen.
Die Rhetorik Margaret Thatchers zeichnet sich unter anderem durch die häufige Einbindung religiöser Aspekte aus. In ihren drei Amtszeiten als Premierministerin bezog sie in ihren Ansprachen über das Vereinigte Königreich – stärker als andere britische Regierungschefs vor ihr – Aspekte des Alten Testaments ein. Die von spirituellen Werten geprägten Reden wurden zu einem Markenzeichen Thatchers. Auch zur Kirche bezog sie klar Stellung, indem sie verlangte, dass die Kirche den Staat unterstütze und sich für eine geregelte Durchsetzung des Rechts einsetzen solle.

## Inhalt
Margaret Thatcher betonte zu Beginn ihrer Rede, dass sie nicht nur als Politikerin, sondern auch als Christin sprechen wolle. Für sie lägen die charakteristischen Merkmale des christlichen Glaubens in drei Punkten: Erstens, dass Gott jeden Menschen damit ausgestattet habe, sich zwischen Gut und Böse entscheiden zu können. Zweitens könnten die Menschen als Ebenbilder Gottes diese Entscheidung aufgrund ihrer eigenen Gedanken und Urteilsfähigkeit treffen. Und drittens, dass Jesus Christus, als er mit dieser Entscheidung konfrontiert worden sei, sich dazu entschieden habe, sein Leben hinzugeben, damit unsere Sünden vergeben würden.
Thatcher behauptete, dass man durch den Glauben an Altes und Neues Testament eine bestimmte Perspektive auf das Universum, eine anständige Arbeitsmoral sowie Prinzipien für die Gestaltung des ökonomischen und sozialen Lebens entwickele. Man sollte arbeiten und seine Talente einsetzten, um Wohlstand zu schaffen. Dabei erwähnte Thatcher die Aussage des Apostels Paulus in seinem  2. Brief an die Thessalonicher: „Wenn ein Mann nicht arbeiten will, sollte er auch nicht essen“ (2 Thess 3,10 ). Trotzdem betont sie auch im Zusammenhang mit dem zehnten Gebot, dass der Besitz von Gegenständen und Geld zu Egoismus führe. Es komme darauf an, was man mit seinem Wohlstand macht.
Die Premierministerin interpretierte den biblischen Gedanken „liebe deinen Nächsten wie dich selbst“ als Aufforderung an die Gesellschaft, die größtmögliche Leistung jedes Einzelnen einzufordern, und unterstrich die individuelle Verantwortung der Bürger in ihrem Handeln. Sie bestritt diesbezüglich mögliche Auswirkungen etwaiger gesellschaftlicher Rahmenbedingungen und betonte die zurückhaltende Rolle, die der Staat im Erfüllen der Bestrebungen der Bürger zu spielen habe. Zwar sei es wichtig, jenen zu helfen, die Hilfe benötigen, doch liege es im Prinzip an jedem selbst, für die eigene Familie zu sorgen.
Margaret Thatcher begründete die Wichtigkeit von schulischem Religionsunterricht mit der historischen Nähe zwischen Kirche und Staat. Seit Anbeginn sei Religion so eng mit Politik, Gesellschaft und Kultur verbunden, dass ein umfassendes Wissen über die christlich-jüdischen Traditionen und Grundsätze unumgänglich für ein Verständnis der Nation und deren Eigenheiten sei. Thatcher betont im Diskurs weiters die Wichtigkeit von Toleranz, die eines der fundamentalen Prinzipien des christlichen Glaubens sei, und verweist gleichzeitig auf den offenen und respektvollen Umgang mit anderen Religionen und Kulturen im Geschichtsverlauf des Landes.
Thatcher betonte, dass die Idee der Demokratie nicht in der Bibel vorkomme und Christen nicht nach der Meinung der Mehrheit, sondern im Sinne des Heiligen Geistes handeln sollten. Trotzdem sei sie überzeugte Demokratin. Der Punkt sei, dass die Kirche nicht in die Politik eingreifen dürfe, aber die Gesellschaft in ihren Wertvorstellungen unterstützen solle.
Am Ende ihrer Rede zitierte die Premierministerin einige Verse der Hymne I Vow to Thee, My Country, die beispielsweise 2004 vom Suffraganbischof von Hulm, Stephen Lowe, wegen ihres Inhaltes kritisiert wurde. Er befand besonders die ersten Strophen für nationalistisch und sagte der Hymne nach, sie lenke den christlichen Fokus weg von Gott und hin zum Staat.

## Wirkung
Unmittelbar nach ihrer Rede überreichte der Moderator der Generalversammlung der Church of Scotland Thatcher aktuelle Berichte der Kirche über Armut, Wohnen und ein faires soziales System. Dies kann als Zurechtweisung Thatchers verstanden werden. Im Jahr 1990 erreichten Thatcher und ihre Partei Scottish Conservatives unter den Mitgliedern der Church of Scotland nur eine Zustimmung von 34 %.
Bei einer Feier zum Gedenken an Margaret Thatchers Rede im Jahre 2002 sprach ein schottischer Abgeordneter ihrer Partei davon, dass man vor ihrer Rede angenommen habe, dass Christen eher dem linken politischen Spektrum zuzuordnen seien und Thatcher einen „seismischen Schock“ ausgelöst habe.